# Hans Schoch
Pour les articles homonymes, voir Schoch.
Hans Schoch est un charpentier et architecte rhénan né vers 1550 à Königsbach et décédé en 1631 à Strasbourg. Architecte proéminent de la région strasbourgeoise dans la deuxième moitié du XVIe siècle aux côtés de Daniel Specklin, il est notamment le maître d’œuvre de l’ancien hôtel de ville de Strasbourg ainsi que de la Grande boucherie de cette même ville.

## Biographie
Hans Schoch est né vers 1550 à Königsbach, dans le pays de Bade. Initialement formé au travail de charpentier, nommé maître du Zimmerhof, le service des charpentiers municipaux, en 1577, il est déjà en 1580 un maître d’œuvre aguerri, qui réalise l’hôtel de ville de Strasbourg, considéré comme un chef d’œuvre de la Renaissance. Déçu par l’opposition au style de la Renaissance italianisante qu’il rencontre à Strasbourg, il demande en 1583, en plein milieu du chantier du Neue Bau, son congé à la ville, en soulignant dans sa requête qu’il « ne peut rien faire » à Strasbourg ; les magistrats tentent alors de le retenir en lui proposant une augmentation de salaire, mais il part malgré tout en juillet pour la cour du margrave Ernst Friedrich de Bade, qui en fait son architecte et pour lequel il réalise notamment le château de Gottesaue, achevé en 1587.
Hans Schoch ne semble pourtant pas être resté fâché avec Strasbourg pendant longtemps, car dès 1584 il postule à la charge de Lohnherr , responsable des travaux publics de la ville, qu’il obtient et occupe à partir de mai 1585. Les magistrats espèrent améliorer par cette nomination la situation des bâtiments civils de la cité, dont Daniel Specklin refuse de s’occuper. L’année 1586 est particulièrement riche pour Hans Schoch, qui voit ses projets pour le nouveau grenier à sel et les nouveaux bâtiments de la grande boucherie retenus par les magistrats. Il en profite pour réclamer une augmentation, affirmant dans son argumentaire être bien meilleur que ses collègues Specklin et Maurer. Signe de la confiance de l’administration municipale à son égard, il reçoit la même année la charge de conserver la clé et de veiller au contenu de la Kunstkammer, un cabinet de curiosité aménagé dans le Neue Bau et recevant les œuvres d’art offertes à la Ville.
Hans Schoch meurt en 1631 à Strasbourg.

## Œuvres

### Plans et dessins
- Plans du grenier à sel de Strasbourg, Archives de la Ville et de l’Eurométropole de Strasbourg (CI 23)[6];
- Dessins pour les bancs de la salle du Grand sénat au Neue Bau, Archives de la Ville et de l’Eurométropole de Strasbourg (CI 38)[7];

### Éléments architecturaux
- Hôtel de ville de Strasbourg, dit Neue Bau, 1582-1585[3].
- Gymnase de Durlach, 1586.
- Château de Gottesaue, Karlsruhe, 1587[2].
- Grenier à sel dit Salzhaus de la ville de Strasbourg, 1587 (disparu)[1].
- Grande boucherie de Strasbourg, 1588[3].
- Friedrichsbau du château de Heidelberg, 1600[2].
- Château d’Amberg, 1603.
- Hôtel de ville de Gernsbach, 1617-1618.
- Delphinbrunnen, Ettlingen.